# Кабрал, Педру
Пе́дру А́лвариш (А́лварес) Кабра́л (порт. Pedro Álvares Cabral[A] (ˈpeðɾu ˈaɫvɐɾɨʃ kɐˈβɾaɫ на европейском португальском или ˈpedɾu ˈawvaɾis kaˈbɾaw на бразильском португальском; 1467 или 1468, Белмонти — ок. 1520, Сантарен) — португальский дворянин, военачальник, капитан и исследователь. Первооткрыватель Бразилии.

## Ранние годы
Известно, что Кабрал происходил из знатной провинциальной семьи и получил хорошее образование. Он родился в 1467 или 1468 году в Бельмонте, примерно в 30 км от современного Ковильяна в центральной Португалии. Он был сыном Фернана Альвариша Кабрала и Изабель Гувейи. Помимо него в семье было ещё четыре мальчика и шесть девочек. Кабрал был крещён как Педро Альварес де Гувея, и только позже, предположительно, после смерти его старшего брата в 1503 году, он начал использовать фамилию своего отца. На гербе его семьи были нарисованы две фиолетовые козы на серебряном поле. Однако только его старший брат имел право использовать фамильное оружие.
Семейное предание гласило, что Кабраи (Cabrais) были потомками Карана, легендарного первого короля Македонии. Каран, в свою очередь, был предполагаемым потомком полубога Геракла. Историк Джеймс МакКлимонт считает, что ещё одна семейная история может содержать ключи к истинному происхождению семьи Кабрала. Согласно этой традиции, Кабраи вышли из кастильского рода Кабреирас (Cabreiras), который носил подобный герб. Семья Кабрал стала известной в XIV веке. Альваро Хиль Кабрал (прапрадед и прародитель Кабрала) был одним из немногих португальских дворян, оставшихся верным королю Португалии Жуану I во время войны против короля Кастилии. В качестве награды Жуан I подарил Альваро Жилю наследственное владение Бельмонте.
Воспитанный как представитель низшего дворянства, в 1479 году в возрасте около 12 лет Кабрал был отправлен во двор короля Афонсу V. Он получил гуманитарное образование и научился носить оружие и сражаться. 30 июня 1484 года, когда ему было примерно 17 лет, король Жуан II дал ему звание "мосо фидальго" (moço fidalgo, «молодой дворянин»; незначительный титул, который тогда обычно давали молодым дворянам). Записи о его жизни до 1500 года крайне фрагментарны, но Кабрал, возможно, как и его предки, участвовал в военной кампании в Северной Африке, что было обычным для молодых дворян того времени. 12 апреля 1497 года король Мануэль I назначил ему ежегодное пособие в размере 30 000 реалов. Одновременно ему было присвоено звание фидальго («дворянин») в Королевском совете, и он был назван рыцарем Ордена Христа.
Подробное описание внешности Кабрала отсутствует. Известно, что он имел крепкое телосложение и, как и его отец, высокий рост примерно 1,9 м (6 футов 2,8 дюйма). Кабрал был хорошо образованным, вежливым, благоразумным, щедрым, терпимым к врагам, скромным , но также тщеславным и слишком заботящемся об уважении со стороны других дворян.

## Открытие Бразилии

Маршрут Кабрала из Португалии в Индию в 1500 году (красный) и обратный маршрут в 1502 году (синий)

После удачного возвращения Васко да Гамы из первой португальской экспедиции в Индию Мануэл I решил отправить по тому же маршруту вторую португальскую экспедицию из 13 кораблей с экипажем в 1200 человек.
15 февраля 1500 года Кабрал был назначен главным начальником новой  экспедиции. Под началом Кабрала оказались такие именитые мореплаватели, как Бартоломеу Диаш, Николау Коэлью – участник первой экспедиции в Индию, и многие другие.
За должность капитана Кабрал получил 10 000 крузадо и право купить за свой счёт 30 тонн перца, чтобы привезти его в Европу и перепродать португальской короне без уплаты налогов. Ему также разрешили импортировать 10 коробок любых специй без обложения налогом. Несмотря на то, что поездка была чрезвычайно опасна, у Кабрала была хорошая перспектива при счастливом возвращении в Португалию стать очень богатым человеком.
Флот под командованием 32-летнего Кабрала отплыл 9 марта 1500 года из Лиссабона в сторону островов Зелёного Мыса. Утром 14 марта флот прошёл мимо Гран-Канарии, самого большого из Канарских островов, а 22 марта достиг Сан-Николау, одного из центральных островов Зелёного Мыса. В ночь с 22 на 23 марта исчез и так и не был найден корабль Васко де Атаиде.
Согласно плану Кабралу предписывалось следовать южным курсом до 10° с. ш. вдоль западного побережья Африки, а затем отклониться на юго-юго-запад, чтобы обойти Гвинейский залив и идти затем прямо на юг, до широты мыса Доброй Надежды. Экспедиция, потерявшая один корабль, 22 марта берёт курс на юг. Достигнув линии экватора, флот продолжает плавание уже в западном направлении, увлекаемый Южно-Пассатным течением, и 22 апреля на 17° ю. ш. достигает неизвестных берегов. Это была Бразилия.
24 апреля Кабрал высадился на бразильском побережье, объявив его принадлежащим Португалии. Он назвал место высадки Землёй Вера-Круш (в 1500 году она была переименована в Санта-Круш, а через несколько лет за ней укрепилось название Бразилия, Brasil). Сознавая значение сделанного им открытия, Кабрал отрядил в Лиссабон одного из капитанов с посланием королю, которое сочинил его секретарь Перу Ваш де Каминья. Через несколько месяцев король отправил в Вера-Круш три каравеллы под командованием Гонсалу Коэлью. Кабрал между тем возобновил плавание в Индию.

## Кабрал в Индии
Флот возобновил свое плавание 2 или 3 мая 1500 года, плывя вдоль восточного побережья Южной Америки. Кабрал убедился, что обнаружил целый континент. Около 5 мая эскадра повернула на восток в сторону Африки. По дороге в Ост-Индию ему пришлось вынести много штормов, во время одного из которых затонули три корабля и каравелла под командованием прославленного Бартоломеу Диаша. Погибли 380 моряков. Точное место катастрофы неизвестно — предположения варьируются от мыса Доброй Надежды до мест рядом с южноамериканским побережьем.
Флот прибыл в Индию, в Каликут 13 сентября. Кабрал преуспел в переговорах с заморином (титул правителя Каликута) и получил право создать здесь факторию.
Тем не менее 16 или 17 декабря торговый пост подвергся внезапной атаке нескольких сотен арабов и индусов. Более 50 португальцев были убиты. Оставшиеся защитники отступили к кораблям. Возможно, нападение было результатом подстрекательства со стороны завистливых арабских торговцев. Сутки Кабрал ждал объяснений от правителя Каликута и, не дождавшись, напал на флот арабских торговцев, которых считал организаторами нападения. Захватив 10 арабских кораблей и перебив 600 членов их экипажей, португальцы в течение двух недель обстреливали сам Каликут, создав таким образом первый прецедент подобного поведения европейцев в Азии, которое впоследствии будет известно как «дипломатия канонерок».

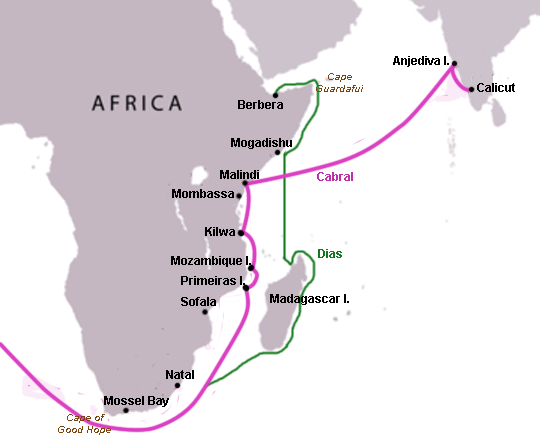
Маршрут флотилии Кабрала и корабля Диогу Диаша в Индийском океане

В других городах всё сложилось благополучно. Установив хорошие отношения с местными князьями Кочина и Каннанура, Кабрал заключил с ними торговые соглашения.
31 июля 1502 года флот Кабрала вошёл в лиссабонскую гавань с богатым грузом пряностей, ценного дерева, фарфора, благовоний и драгоценностей, продажа которых принесла прибыль, в двукратном размере покрывшую расходы на экспедицию.
По возвращении домой Кабрал был назначен командующим 4-й Индийской армады Португалии, также известной как «Флот возмездия», поскольку она была призвана возместить понесённые португальцами потери в Индии. Однако у него произошёл конфликт с Висенте Содре, от которого он потребовал полного подчинения. В спор военачальников вынужден был вмешаться король Мануэл I, который принял сторону Висенте. Кабрал в гневе отказался возглавить экспедицию, и начальником армады стал Васко да Гама.
В последующих морских экспедициях имя Кабрала уже не упоминается. Вероятно, он впал в немилость у Мануэла I и покинул двор. Мореплаватель провёл остаток жизни в Сантарене. Был женат, имел шестеро детей. Умер примерно в 1520-м году. 
Путешествия Кабрала впервые были описаны у Рамузио: «Navigazioni e viaggi» (Венеция, 1563).